# میلیه
میلیه (به عربی: المیلیة) یک شهرداری در الجزایر است که در استان جیجل واقع شده‌است. میلیه ۸۰٬۰۰۰ نفر جمعیت دارد.